# Briganti 82 Napoli
I Briganti 82 Napoli American Football Team sono un club italiano di football americano, fondato a Napoli nel 1998.
Nel 2009, il club vinse il XVI SilverBowl guadagnando il diritto a partecipare alla Golden League FIF 2010.
Nel 2014, iscritti al campionato di massima serie IFL, arrivano al playout, perso contro i Marines Lazio, retrocedendo in LeNAF.
Nel 2021, a seguito della fusione fra Briganti e 82'ers, assume la denominazione Briganti 82.

## Storia
(Nicola Cirillo e Matteo Garofalo - Presidenti e fondatori dei Briganti)

### Stagione 2007-2008
Nella stagione 2007-2008, la squadra giovanile dei Briganti partecipa al campionato Under 21 con lo score finale di tre sconfitte (per 52-12 contro i Barbari Roma Nord, per 55-0 contro i Marines Lazio e per 20-17 contro i Gladiatori Roma) e una vittoria (per 50-6 contro i Crusaders Cagliari), non qualificandosi per i playoff.
La squadra maggiore, invece, è impegnata nel campionato di serie A1, inaugurato con una vittoria per 19-0 il 16 marzo sul campo dei Gladiatori Roma, seguita da quattro sconfitte il 12 aprile in casa contro i Marines Lazio per 0-19, il 26 aprile in casa contro gli Angels Pesaro per 6-28, il 4 maggio fuori casa contro i Guelfi Firenze per 35-0 e il 24 maggio sul campo dei Marines Lazio per 0-45. I Briganti Napoli in seguito si ritirano dal campionato.

#### Stagione 2008-2009
La squadra viene parzialmente rifondata a partire dall'head coach, posizione che viene ricoperta da un ex giocatore NFL, l'americano Brennan Schmidt.
I Briganti Napoli disputano la Silver League FIAF nel girone Sud e, al termine di una perfect season, il 6 giugno 2009 affrontano in finale i Ravens Imola (finalisti del girone Nord) battendoli per 34-14 e consacrandosi vincitori del primo SilverBowl della loro storia.

## Dettaglio stagioni

### Serie A1/Prima Divisione
| Stagione | regular season | regular season | regular season | regular season | regular season | regular season | playoff | playoff | playoff | playoff | playoff | playoff          | playoff          |
|          | Vin            | Par            | Per            | Tot            | PF             | PS             | Vin     | Per     | Tot     | PF      | PS      | risultato        | avversaria       |
| -------- | -------------- | -------------- | -------------- | -------------- | -------------- | -------------- | ------- | ------- | ------- | ------- | ------- | ---------------- | ---------------- |
| 2006     | 4              | 0              | 4              | 8              | 191            | 191            | 0       | 1       | 1       | 0       | 8       | Quarti di finale | Warriors Bologna |
| 2007     | 0              | 0              | 7              | 7              | 31             | 286            | -       | -       | -       | -       | -       | -                | -                |
| 2014     | 1              | 0              | 9              | 10             | 73             | 428            | 0       | 1       | 1       | 0       | 20      | Retrocessi       | Marines Lazio    |
| 2015     | 0              | 0              | 10             | 10             | 36             | 410            | 0       | 1       | 1       | 0       | 8       | Retrocessi       | Giaguari Torino  |
| Totale   | 5              | 0              | 30             | 35             | 331            | 1315           | 0       | 3       | 3       | 0       | 36      |                  |                  |

Fonte: Enciclopedia del Football - A cura di Roberto Mezzetti

### Arena League FIDAF (primo livello)
Questo torneo svolto durante un periodo di scissione federale - pur essendo del massimo livello della propria federazione - non è considerato ufficiale.
| Stagione | regular season | regular season | regular season | regular season | regular season | regular season | playoff | playoff | playoff | playoff | playoff | playoff    | playoff           |
|          | Vin            | Par            | Per            | Tot            | PF             | PS             | Vin     | Per     | Tot     | PF      | PS      | risultato  | avversaria        |
| -------- | -------------- | -------------- | -------------- | -------------- | -------------- | -------------- | ------- | ------- | ------- | ------- | ------- | ---------- | ----------------- |
| 2002     | 4              | 0              | 2              | 6              | 125            | 56             | 0       | 1       | 1       | 14      | 40      | Semifinale | Elephants Catania |
| Totale   | 4              | 0              | 2              | 6              | 125            | 56             | 0       | 1       | 1       | 14      | 40      |            |                   |

Fonte: Enciclopedia del Football - A cura di Roberto Mezzetti

### Sunrise League
Questo torneo svolto durante un periodo di scissione federale - pur essendo del massimo livello della propria federazione - non è considerato ufficiale.
| Stagione | regular season | regular season | regular season | regular season | regular season | regular season | playoff | playoff | playoff | playoff | playoff | playoff   | playoff    |
|          | Vin            | Par            | Per            | Tot            | PF             | PS             | Vin     | Per     | Tot     | PF      | PS      | risultato | avversaria |
| -------- | -------------- | -------------- | -------------- | -------------- | -------------- | -------------- | ------- | ------- | ------- | ------- | ------- | --------- | ---------- |
| 2003     | ?              | ?              | ?              | ?              | ?              | ?              | ?       | ?       | ?       | ?       | ?       | ?         | ?          |
| Totale   | ?              | ?              | ?              | ?              | ?              | ?              | ?       | ?       | ?       | ?       | ?       |           |            |

Fonte: Enciclopedia del Football - A cura di Roberto Mezzetti

### Serie A NFLI/Golden League FIF
A seguito dell'ingresso di FIDAF nel CONI questi tornei - pur essendo del massimo livello della loro federazione - non sono considerati ufficiali.
| Stagione | regular season | regular season | regular season | regular season | regular season | regular season | playoff | playoff | playoff | playoff | playoff | playoff          | playoff       |
|          | Vin            | Par            | Per            | Tot            | PF             | PS             | Vin     | Per     | Tot     | PF      | PS      | risultato        | avversaria    |
| -------- | -------------- | -------------- | -------------- | -------------- | -------------- | -------------- | ------- | ------- | ------- | ------- | ------- | ---------------- | ------------- |
| 2008     | 1              | 0              | 7              | 8              | 25             | 151            | -       | -       | -       | -       | -       | -                | -             |
| 2010     | 3              | 0              | 5              | 8              | 136            | 90             | 0       | 1       | 1       | 8       | 16      | Quarti di finale | Bobcats Parma |
| Totale   | 4              | 0              | 12             | 16             | 161            | 241            | 0       | 1       | 1       | 8       | 16      |                  |               |

Fonte: Enciclopedia del Football - A cura di Roberto Mezzetti

### Winter League/Serie B/LENAF
| Stagione | regular season | regular season | regular season | regular season | regular season | regular season | playoff | playoff | playoff | playoff | playoff | playoff       | playoff            |
|          | Vin            | Par            | Per            | Tot            | PF             | PS             | Vin     | Per     | Tot     | PF      | PS      | risultato     | avversaria         |
| -------- | -------------- | -------------- | -------------- | -------------- | -------------- | -------------- | ------- | ------- | ------- | ------- | ------- | ------------- | ------------------ |
| 1999     | 5              | 0              | 3              | 8              | 156            | 122            | 1       | 1       | 2       | 56      | 30      | Semifinale    | Etruschi Livorno   |
| 2004     | 6              | 0              | 2              | 8              | 169            | 78             | 1       | 1       | 2       | 27      | 39      | Semifinale    | Elephants Catania  |
| 2005     | 5              | 0              | 1              | 6              | 208            | 76             | 2       | 1       | 3       | 66      | 68      | Silverbowl    | Guelfi Firenze     |
| 2008     | 0              | 0              | 4              | 4              | 60             | 142            | 1       | 1       | 2       | 46      | 22      | Secondo turno | Crusaders Cagliari |
| 2011     | 1              | 0              | 7              | 8              | 90             | 186            | -       | -       | -       | -       | -       | -             | -                  |
| 2012     | 4              | 0              | 4              | 8              | 168            | 151            | -       | -       | -       | -       | -       | -             | -                  |
| 2013     | 2              | 0              | 6              | 8              | 108            | 153            | -       | -       | -       | -       | -       | -             | -                  |
| Totale   | 23             | 0              | 27             | 50             | 959            | 908            | 5       | 4       | 9       | 195     | 159     |               |                    |

Fonte: Enciclopedia del Football - A cura di Roberto Mezzetti

### Silver League FIF
A seguito dell'ingresso di FIDAF nel CONI questo torneo non è considerato ufficiale.
| Stagione | regular season | regular season | regular season | regular season | regular season | regular season | playoff | playoff | playoff | playoff | playoff | playoff   | playoff      |
|          | Vin            | Par            | Per            | Tot            | PF             | PS             | Vin     | Per     | Tot     | PF      | PS      | risultato | avversaria   |
| -------- | -------------- | -------------- | -------------- | -------------- | -------------- | -------------- | ------- | ------- | ------- | ------- | ------- | --------- | ------------ |
| 2009     | 5              | 0              | 0              | 5              | 178            | 25             | 2       | 0       | 2       | 62      | 14      | Campioni  | Ravens Imola |
| Totale   | 5              | 0              | 0              | 5              | 178            | 25             | 2       | 0       | 2       | 62      | 14      |           |              |

Fonte: Enciclopedia del Football - A cura di Roberto Mezzetti

### Terza Divisione/CIF9
| Stagione | regular season | regular season | regular season | regular season | regular season | regular season | playoff | playoff | playoff | playoff | playoff | playoff              | playoff               |
|          | Vin            | Par            | Per            | Tot            | PF             | PS             | Vin     | Per     | Tot     | PF      | PS      | risultato            | avversaria            |
| -------- | -------------- | -------------- | -------------- | -------------- | -------------- | -------------- | ------- | ------- | ------- | ------- | ------- | -------------------- | --------------------- |
| 2010     | 4              | 0              | 2              | 6              | 79             | 102            | 0       | 1       | 1       | 12      | 44      | Wild Card            | Crusaders Cagliari    |
| 2011     | 3              | 0              | 3              | 6              | 77             | 101            | -       | -       | -       | -       | -       | -                    | -                     |
| 2012     | 2              | 0              | 4              | 6              | 105            | 166            | -       | -       | -       | -       | -       | -                    | -                     |
| 2013     | 1              | 0              | 5              | 6              | 29             | 165            | -       | -       | -       | -       | -       | -                    | -                     |
| 2014     | 0              | 0              | 6              | 6              | 13             | 99             | -       | -       | -       | -       | -       | -                    | -                     |
| 2015     | 0              | 0              | 6              | 6              | 52             | 191            | -       | -       | -       | -       | -       | -                    | -                     |
| 2016     | 6              | 0              | 0              | 6              | 134            | 53             | 0       | 1       | 1       | 2       | 24      | Quarti di conference | Nuovi Grifoni Perugia |
| 2017     | 5              | 0              | 1              | 6              | 100            | 33             | 1       | 1       | 2       | 32      | 38      | Quarti di conference | Sharks Palermo        |
| 2018\|   | 5              | 0              | 1              | 6              | 174            | 28             | 0       | 1       | 1       | 6       | 14      | Quarti di conference | Elephants Catania     |
| 2019     | 6              | 0              | 0              | 6              | 172            | 56             | 3       | 1       | 4       | 59      | 25      | Nine Bowl            | Redskins Verona       |
| 2019     | 0              | 0              | 6              | 6              | 50             | 245            | -       | -       | -       | -       | -       | -                    | -                     |
| 2021     | 2              | 0              | 2              | 4              | 95             | 48             | 0       | 1       | 1       | 0       | 13      | Quarti di conference | Mad Bulls Barletta    |
| 2023     | 1              | 0              | 5              | 6              | 64             | 143            | -       | -       | -       | -       | -       | -                    | -                     |
| 2024     | 2              | 0              | 4              | 6              | 92             | 159            | -       | -       | -       | -       | -       | -                    | -                     |
| Totale   | 37             | 0              | 45             | 82             | 1236           | 1589           | 4       | 6       | 10      | 111     | 158     |                      |                       |

Fonte: Enciclopedia del Football - A cura di Roberto Mezzetti

#### CSI 7-League
| Stagione | regular season | regular season | regular season | regular season | regular season | regular season | playoff | playoff | playoff | playoff | playoff | playoff   | playoff            |
|          | Vin            | Par            | Per            | Tot            | PF             | PS             | Vin     | Per     | Tot     | PF      | PS      | risultato | avversaria         |
| -------- | -------------- | -------------- | -------------- | -------------- | -------------- | -------------- | ------- | ------- | ------- | ------- | ------- | --------- | ------------------ |
| 2018     | 4              | 0              | 0              | 4              | 205            | 60             | 2       | 0       | 2       | 36      | 24      | Campioni  | Commandos Brianza  |
| 2019     | 3              | 0              | 1              | 4              | 119            | 76             | 0       | 1       | 1       | 24      | 30      | Wild Card | Navy Seals Bari    |
| 2021     | 4              | 0              | 0              | 4              | 124            | 32             | 2       | 0       | 2       | 25      | 18      | Campioni  | 29ers Alto Livenza |
| Totale   | 11             | 0              | 1              | 12             | 448            | 168            | 4       | 1       | 5       | 85      | 72      |           |                    |

Fonte: Enciclopedia del Football - A cura di Roberto Mezzetti

### Campionati giovanili

#### Under 21
| Stagione | regular season | regular season | regular season | regular season | regular season | regular season | playoff | playoff | playoff | playoff | playoff | playoff   | playoff    |
|          | Vin            | Par            | Per            | Tot            | PF             | PS             | Vin     | Per     | Tot     | PF      | PS      | risultato | avversaria |
| -------- | -------------- | -------------- | -------------- | -------------- | -------------- | -------------- | ------- | ------- | ------- | ------- | ------- | --------- | ---------- |
| 2005     | 0              | 0              | 4              | 4              | 30             | 171            | -       | -       | -       | -       | -       | -         | -          |
| 2006     | 0              | 0              | 3              | 3              | 0              | 114            | -       | -       | -       | -       | -       | -         | -          |
| 2007     | 1              | 0              | 3              | 4              | 74             | 133            | -       | -       | -       | -       | -       | -         | -          |
| 2008     | 1              | 0              | 3              | 4              | 24             | 88             | -       | -       | -       | -       | -       | -         | -          |
| 2009     | 2              | 0              | 2              | 4              | 30             | 90             | -       | -       | -       | -       | -       | -         | -          |
| Totale   | 4              | 0              | 15             | 19             | 158            | 596            | -       | -       | -       | -       | -       |           |            |

Fonte: Enciclopedia del Football - A cura di Roberto Mezzetti

### Riepilogo fasi finali disputate
| Anno            | Luogo   | Evento       | Fase del torneo  | Incontro                                | Risultato |
| 1999            | ?       | Snowbowl     | Semifinale       | Etruschi Livorno - Briganti Napoli      | 32 - 12   |
| 2002            | Catania | Arena Bowl   | Semifinale       | Elephants Catania - Briganti Napoli     | 40 - 14   |
| 2004            | Catania | Silverbowl   | Semifinale       | Elephants Catania - Briganti Napoli     | 24 - 6    |
| 2005            | Firenze | Silverbowl   | Finale           | Guelfi Firenze - Briganti Napoli        | 47 - 21   |
| 2006            | Bologna | Superbowl    | Quarti di finale | Warriors Bologna - Briganti Napoli      | 8 - 0     |
| 2009            | Cercola | Silverbowl   | Finale           | Briganti Napoli - Ravens Imola          | 34 - 14   |
| 2010            | ?       | Superbowl    | Quarti di finale | Briganti Napoli - Bobcats Parma         | 8 - 16    |
| 11 gennaio 2020 | Napoli  | CSI 7-League | Wild Card        | 82'ers Napoli - Navy Seals Bari         | 24 - 30   |
| 30 gennaio 2022 | Firenze | CSI 7-League | Finale           | Briganti 82 Napoli - 29ers Alto Livenza | 7 - 6     |

## Cronologia
| Cronistoria dei Briganti Napoli |
| --- |
| - 1998: Fondazione dei Briganti Napoli - 1999: 2º in South Division Winter League FIAF, sconfitto in semifinale. - 2000: Non partecipa a campionati nazionali. - 2001: Non partecipa a campionati nazionali. - 2002: 2º in Central Conference FIDAF, sconfitto in semifinale. - 2003: ?° nel girone A della Sunrise League. - 2004: 2º nel girone Sud della Serie B NFLI, sconfitto in semifinale. - 2005: 2º nel girone B della Serie B NFLI, sconfitto al Silverbowl. - 2006: 5º in Serie A1 NFLI, sconfitto ai quarti di finale. - 2007: 8º in Serie A1 NFLI. - 2008: 4º nel girone A della serie A NFLI. - 2009: 1º nel girone Sud della Silver League FIF. Vince il Silverbowl (1º titolo). Promossi in Golden League. - 2010: 2º nel girone Sud della Golden League FIF, sconfitto ai quarti di finale. - 2011: 5º nel girone Sud della Lega Nazionale American Football. - 2012: 3º nel girone Sud della Lega Nazionale American Football. - 2013: 3º nel girone A della Lega Nazionale American Football. - 2014: 11º in Prima Divisione IFL, sconfitto ai play-out. Retrocesso in Seconda Divisione, ma ripescato tramite bando per il completamento organici e riammesso in Prima Divisione. - 2015: 6º nel girone Sud della Prima Divisione IFL, non partecipa ai play-out. Retrocesso in Terza Divisione. - 2016: 1º nel girone B della Terza Divisione, sconfitto ai quarti di finale. - 2017: 2º nel girone B della Terza Divisione, sconfitto ai quarti di finale. - 2018: 1º nel girone B della Terza Divisione, sconfitto ai quarti di finale. - 2019: 1º nel girone B della Terza Divisione, finalista ai playoff. - 2020: 2º nel girone B della Terza Divisione, prima dell'annullamento del campionato per pandemia di COVID-19. - 2021: Fusione tra Briganti Napoli e Napoli 82'ers. Il team assume la denominazione di Briganti 82 Napoli. - 2021: 2º nel girone B della Terza Divisione, sconfitto ai quarti di finale. - 2022: Non partecipa a campionati nazionali. - 2023: 5º nel girone A della Terza Divisione. - 2024: 4º nel girone A della Terza Divisione. |